# Space Needle

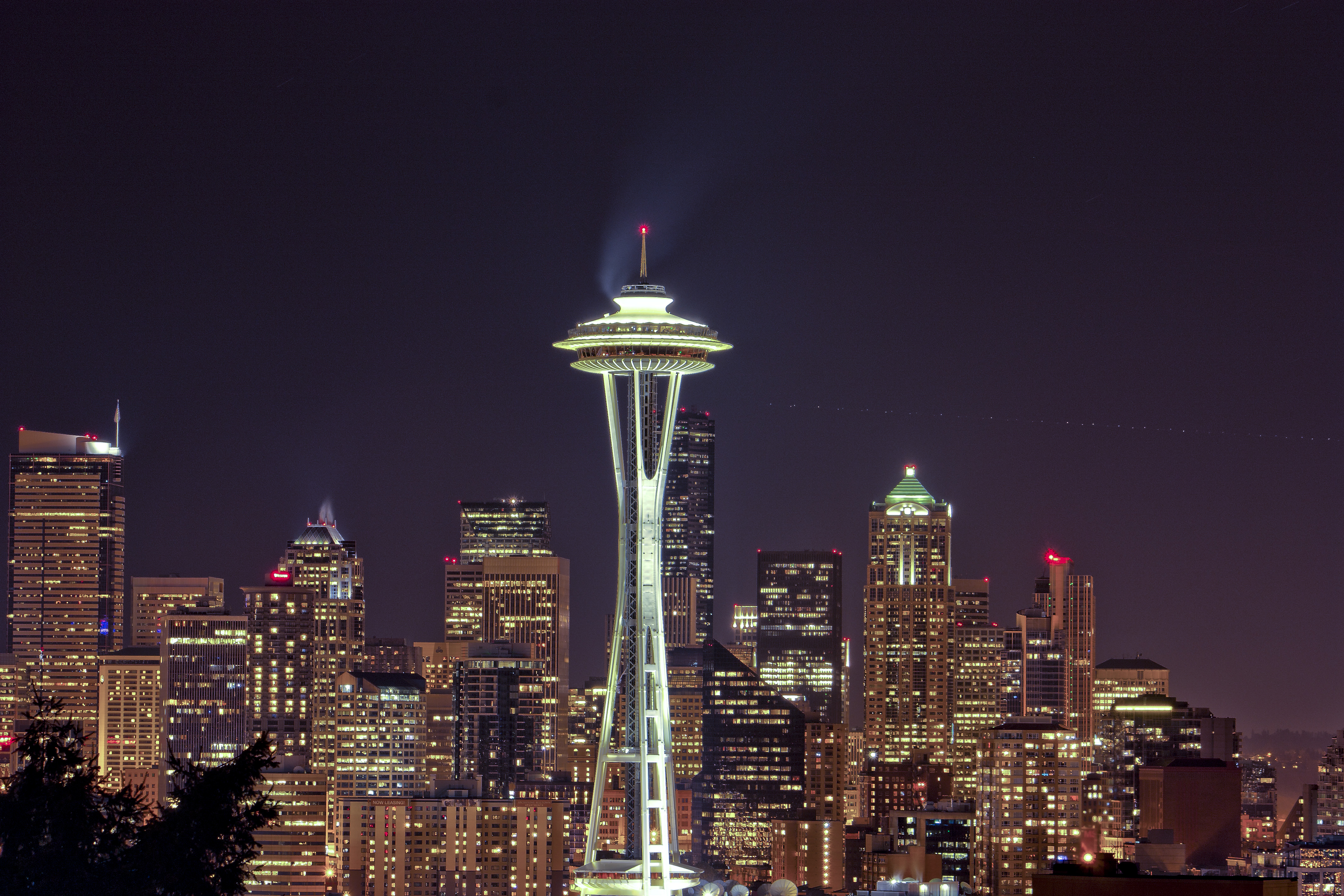
Space Needle nocą (2010)

Space Needle – budynek (wieża widokowa) w Seattle w stanie Waszyngton, ukończony 8 grudnia 1961 z okazji wystawy światowej. 

## Historia
Uroczyste otwarcie wieży widokowej miało miejsce 21 kwietnia 1962 roku. Space Needle to 184-metrowy stalowy słup z „latającym spodkiem” na wierzchołku, w którym znajduje się taras obserwacyjny i drogie restauracje. Futurystyczny budynek ma szybkie windy, które błyskawicznie zabierają turystów na szczyt (41 sekund). Jest on jednym z najwyższych budynków Seattle i jego charakterystycznym punktem.